# فدراسیون جهانی دارت

لوگوی فدراسیون جهانی دارت

فدراسیون جهانی دارت (WDF) یک نهاد ورزشی و (همراه با PDC) برگزار کننده مسابقات برای بازی دارت است. این سازمان در سال ۱۹۷۴ توسط نمایندگان چهارده عضو اصلی بنیان‌گذار تشکیل شد. عضویت در سازمان ملی برگزار کننده دارت برای همه کشورها آزاد است. WDF در تلاش برای به رسمیت شناختن بین‌المللی دارت به عنوان یک ورزش مهم و ارتقای ورزش دارت در میان کشورهای مختلف است.

## اعضا
۷۳ کشور عضو این فدراسیون هستند:
- آفریقای جنوبی
- آلمان
- اتریش
- اتیوپی
- اسپانیا
- استرالیا
- استونی
- اسکاتلند
- اسلواکی
- اسلوونی
- انگلستان
- اوکراین
- اوگاندا
- ایالات متحده آمریکا
- ایتالیا
- ایران
- ایرلند
- ایرلند شمالی
- ایسلند
- باربادوس
- باهاما
- برزیل
- برمودا
- برونئی
- بلژیک
- بلغارستان
- بلیز
- پاکستان
- ترکیه
- ترینیداد و توباگو
- جبل‌الطارق
- جرزی
- جزایر کیمن
- جزیره من
- جزایر تورکس و کایکوس
- جمهوری چک
- دانمارک
- روسیه
- رومانی
- ژاپن
- سنت لوسیا
- سنگاپور
- سوئد
- سوئیس
- صربستان
- فرانسه
- فنلاند
- فیلیپین
- قبرس
- کاتالونیا
- کانادا
- کرواسی
- کشور کره
- گویان
- لتونی
- لهستان
- لوکزامبورگ
- لیتوانی
- مالت
- مالزی
- مجارستان
- مصر
- نپال
- نروژ
- نیجریه
- نیوزلند
- هلند
- هند
- هنگ کنگ
- ولز
- یونان